# Ахмед ибн Заид Аль Нахайян
Ахмед ибн Заид Аль Нахайян (араб. أحمد بن زايد آل نهيان‎; 1968 — 26 марта 2010) — эмиратский бизнесмен из ОАЭ, директор крупнейшего инвестиционного фонда «Abu Dhabi Investment Authority», сын эмира Абу-Даби и первого президента ОАЭ — Заида ибн Султана, брат президентов — Халифы и Мухаммада.

## Биография
Родился в 1968 году в Эль-Айне. Окончил университет Объединённых Арабских Эмиратов. 24 августа 1997 года он был назначен заместителем секретаря Министерства финансов и промышленности. Также известен своей благотворительной деятельностью, являлся председателем Совета попечителей Гуманитарного благотворительного фонда шейха Заида.
В 2009 году занял 27-е место в списке наиболее влиятельных людей мира по версии журнала Forbes. 25 марта 2010 года шейх Ахмад пропал без вести после того, как планер, на котором он совершал облёт туристических достопримечательностей города Рабат, упал в глубоководное озеро в районе Умм-Азза в 25 километрах к югу от столицы Марокко. Местным рыбакам удалось спасти второго пилота, испанца Мариа-Хосе Мартинеса. Тело шейха было обнаружено лишь 30 марта в воде близ плотины ГЭС «Сиди Мохаммед бен Абдалла».
Присоединился к инвестиционному управлению Абу-Даби в 1994 году и работал там аналитиком по европейским акциям, а в ноябре 1997 года стал его управляющим директором и членом правления. Его сводный брат Хамед Бин Заид заменил его на посту управляющего директора ADIA в апреле 2010 года.